# Ave Maria (film 1936 Ophüls)
Ave Maria (Ave Maria de Schubert) è un cortometraggio del 1936 diretto da Max Ophüls.